# آریزلی (شهود)
آریزلی (به ترکی استانبولی: Arızlı) یک منطقهٔ مسکونی در ترکیه است که در شهود (شهر) واقع شده‌است.